# Емпуза
За насекомото с това име вижте Емпуза (насекомо).
Емпуса или Емпуза (на старогръцки: Ἔμπουσα) в древногръцката митология е нощен демон, дух или фантом, което обитава Царството на мъртвите. Те са децата на мрачната богиня на магьосничеството и луната, Хеката.  

#### Външен вид
Появяват се нощем, когато изгрява луната, във вид на ужасяващо чудовище, но умеят да си променят лика според ситуацията.
Така в пиесите на Аристофан (Жабите и Жените в Народното събрание) се казва, че тя променя външния си вид от различни зверове на жена. Твърди се също, че емпуса е с един крак, а именно има един бронзов крак или магарешки крак, поради което е известен с епитетите „Оноколе“ (Ὀνοκώλη) и „Оноскелис“ (Ὀνοσκελίς), които означават „Магарешки крак“. Според народната етимология името означава „еднокрак“ (от гръцки *έμπούς, *empous: en-, един + pous, крак). 
Могат да бъдат с тяло на получовек-полузмия. Имат остри рога на челото, остри зъби и много дълга змийска опашка. Споменава се, че на магарешките си копита носят бронзови сандали, като майка им Хеката. 

##### Поведение и характер
Емпуса принадлежи към категория същества, които могат да бъдат описани като духове или демони — злонамерени същества, които нападат невинни хора. Самите гърци не са имали конкретна дума за такива същества, но понякога ги наричали „еидола“ (εἴδολα) или „фасмата“ (φάσματα), термини, които могат да се преведат като „илюзии“, „призраци“ или „фантоми“. 
Те са необичайни и страшни както по външен вид, така и по агресивното си поведение митични чудовища. Те са описани като „кръвопийци“ и като невъобразимо жестоки демони. Подобно на вампирите, те пият човешка кръв и затова понякога се явяват на мъжете във вид на красива жена, предлагаща любов. След като се наситят своя глад за кръв, те изяждали и още треперещите тела на жертвата. Магарешките крака са неслучаен елемент от техния уродлив образ, тъй като магарето символизира разврат и жестокост.
Емпуси се наричат така също и стари и уродливи жени (аналогия с Баба Яга в славянския фолклор).

###### В съвремеността
В по-късно е споменато за същество, отговарящо на описанието на емпуса: изключително стройна жена с множество крака, „един от бронз, един крак на магаре, един крак на вол, един крак на коза и един човек“, но тя беше посочена като жена с тяло и походка, подобни на ламия. Примерът е от Арахова (Парнас) и е публикуван от Бернхард Шмид. Шмит само спекулира, че устните предания за емпуса може да оцелеят някъде локално. 